# العلاقات البريطانية الإسبانية
العلاقات البريطانية الإسبانية هي العلاقات الثنائية التي تجمع بين المملكة المتحدة وإسبانيا.

## تاريخ
يتسم تاريخ العلاقات الإسبانية البريطانية بالتعقيد بسبب تراث البلدين السياسي. ليس لدى أي من البلدين سلف دستوري فريد، إذ أن المملكة المتحدة نشأت من اتحاد إنجلترا مع اسكتلندا (ولاحقًا أيرلندا)، بينما نشأت مملكة إسبانيا من اتحاد مملكتي قشتالة وأرغون. استعصت العلاقات بين البلدين بدرجة أكبر نظرًا لكون المملكة المتحدة وإسبانيا دولتين إمبرياليتين، وأن كلاهما يسعيان للسيطرة على نفس الأراضي منذ زمن طويل وحتى هذه اللحظة بنزاعهما الحالي على منطقة جبل طارق.

### التحالف الأنجلو–برتغالي
تأثر دور إنجلترا (والمملكة المتحدة بالتبعية) في أيبيريا بالتحالف الأنجلو-برتغالي. فدائمًا ما كانت علاقات بريطانيا بالبرتغال أقوى من علاقاتها بإسبانيا، وخاضت كل من المملكة المتحدة وإسبانيا حروبًا متعلقة باستقلال البرتغال.
في عام 1384، في ذروة حرب المائة عام، أرسلت إنجلترا تعزيزات عسكرية للملك جواو الأول لعرقلة الغزو القشتالي المدعوم من قبل فرنسا. حاربت تلك الجيوش الإنجليزية في معركة ألجوباروتا الحاسمة، وأثبتت دورها الحيوي في الحفاظ على استقلال البرتغال من سطوة جيرانها الكبار.
استحال التحالف البريطاني مع البرتغال إلى كارثة عندما دعمت البرتغال خوانا ملكة قشتالة عوضًا عن عمتها إيزابيلا الأولى في حروب الخلافة القشتالية (1474–1479)، وذلك لأن فرنسا كانت تدعم خوانا هي الآخرى. وفي الأعوام التالية تعاونت إنجلترا مع الملكين الكاثوليكيين، وتزوج بعض أمراء وأميرات إسبانيا وإنجلترا من بعضهما، حتى أن مجموعة صغيرة من الجنود الإنجليز حاربوا في صف قشتالة في حربهم ضد غرناطة. ورغم ذلك أدى صراع إليزابيث الأولى مع فيليب الثاني في القرن السادس عشر إلى دعم الإنجليز لحركة الاستقلال البرتغالية التي بدأت في 1640 بتتويج جواو الرابع ملكًا على البرتغال. توترت العلاقات بين إنجلترا وإسبانيا من جديد بسبب دعم إنجلترا للبرتغال في حرب الاستعادة البرتغالية. ورغم ذلك توسطت إنجلترا لحل النزاع بصياغة معاهدة لشبونة عام 1668 بين البرتغال وإسبانيا التي آلت إلى استقلال البرتغال والاعتراف ببيدرو الثاني ملكًا على البرتغال.
توطدت العلاقات بين المملكة المتحدة والبرتغال في القرون التالية من ناحية سياسية وفي حروبهما ضد إسبانيا التي تعاونت مع فرنسا بعد فترة قصيرة من انتهاء حرب الخلافة الإسبانية (1700–1714) التي فاز فيها آل بوربون بالتاج الإسباني. تحالفت إسبانيا مع فرنسا من جديد في ظل دعم إسبانيا لفرنسا وتجديد معاهدة بوربون في حرب السنوات السبع التي وافقت فيها إسبانيا على مهاجمة البرتغال وغزوها في عام 1762 بجيش كبير. أرسلت بريطانيا 10,000 جندي لمساعدة البرتغاليين. ورغم محاولات إسبانيا وفرنسا لاحتلال البرتغال، حاقت بهما هزيمة نكراء خسروا فيها 25,000 رجل. تحالفت إسبانيا مع البرتغال بعدها في حرب الاستقلال الإسبانية.
لم يقع أي حدث كبير بين الطرفين حتى عام 1797 وقت حروب الثورة الفرنسية. تحالفت إسبانيا مع فرنسا من جديد ضد البرتغال وبريطانيا. بينما تحالفت إسبانيا مع البرتغال وبريطانيا في حربهما ضد نابليون في فترة الحروب النابليونية.

### عصر الاستكشاف
شهد القرن السادس عشر إقامة صلات سياسية وتجارية وثقافية متشابكة ربطت بين الإمبراطورية الإسبانية القوية تحت حكم آل هابسبورغ وإمبراطورية إنجلترا الطموحة. سعى آل هابسبورغ إلى التحالف مع القوى العظمى ضد فرنسا. شهد كلا البلدين قلاقل متواصلة، ونمت بينهما علاقة حب وكراهية في ذات الوقت. كان زواج الملك فيليب الثاني بماري تيودور في عام 1554 لحظة فاصلة في تاريخ المفاوضات والحروب والمعاهدات بين البلدين التي استغرقت قرنًا بأكمله. انسجم الزوجان مع بعضهما، ولكنهما لم ينجبا أي أطفال، وافتقر زواجهما للحفلات والاستعراضات الترفيهية. تُوجت الملكة إليزابيث خلفًا للملكة ماري بعد وفاتها، ونشبت العداوة بين البلدين من جديد.
عقد هنري الثامن ملك إنجلترا (الذي تزوج بكاثرين أراغون ثم فسخ زواجه بها لاحقًا) سلسلة من التحالفات القصيرة مع الملك كارلوس الأول ضد فرنسا في الحرب الإيطالية لعام 1521، والحرب الإيطالية لعام 1542. تزوج فيليب الثاني ملك إسبانيا بماري الأولى ملكة إنجلترا، وصار بذلك ملكًا على إسبانيا وإنجلترا وأيرلندا. أدت وفاة ماري المبكرة إلى قطع الأواصر بين البلدين.

#### الذهب والدبلوماسية
كانت «أزمة الكنز» عام 1568 تتلخص باستيلاء إليزابيث على الذهب من السفن الإسبانية في الموانئ الإنجليزية في نوفمبر 1568. بعد مطاردة من قبل القراصنة المفوضين في القناة الإنجليزية، سعت خمس سفن إسبانية صغيرة تحمل الذهب والفضة بقيمة 400000 فلورين (85000 جنيه إسترليني) إلى الملاذ الآمن في الموانئ الإنجليزية في بليموث وساوثهامبتون. وأعطت الحكومة الإنجليزية برئاسة ويليام سيسيل الإذن لهم بذلك. كانت الأموال مخصصة للأراضي المنخفضة الإسبانية كدفعة للجنود الإسبان الذين كانوا يحاربون المتمردين هناك. اكتشفت الملكة إليزابيث أن الذهب ليس ملكًا لإسبانيا، لكنه ما يزال مملوكًا لمصرفيين إيطاليين. قررت الاستيلاء عليه، وتعاملت على أنه قرض من المصرفيين الإيطاليين لإنجلترا. وافق المصرفيون على شروطها وفي النهاية سددت أموال المصرفيين. ردت إسبانيا بغضب، واستولت على ممتلكات إنجليزية في هولندا وإسبانيا. ردت إنجلترا من خلال الاستيلاء على السفن والممتلكات الإسبانية في إنجلترا. وبعدها ردت إسبانيا بفرض حظر يمنع جميع الواردات الإنجليزية إلى هولندا. استمرت هذه الأزمة الدبلوماسية المريرة لأربع سنوات. ومع ذلك، لم يكن أي من الجانبين يريد الحرب، ولكن في عام 1573 في اتفاقية نايمجين وعدت إنجلترا بإنهاء الدعم للغارات على السفن الإسبانية من قبل القراصنة المفوضين الإنجليز مثل فرنسيس دريك وجون هوكنز. ثم وضعت اللمسات الأخيرة على اتفاقية بريستول في أغسطس 1574 حيث دفع الجانبان ثمن ما استولوا عليه. واستؤنفت التجارة بين إنجلترا وإسبانيا وتحسنت العلاقات.

## مقارنة بين البلدين
هذه مقارنة عامة ومرجعية للدولتين:
| وجه المقارنة                                              | المملكة المتحدة                 | إسبانيا                                                                             |
| --------------------------------------------------------- | ------------------------------- | ----------------------------------------------------------------------------------- |
| المساحة (كم2)                                             | 242.50 ألف                      | 505.99 ألف                                                                          |
| عدد السكان (نسمة)                                         | 66.02 مليون                     | 46.73 مليون                                                                         |
| الكثافة السكانية (ن./كم²)                                 | 272.25                          | 92.35                                                                               |
| العاصمة                                                   | لندن                            | مدريد                                                                               |
| اللغة الرسمية                                             | لغة إنجليزية، اللغة الويلزية    | اللغة الإسبانية، اللغة الغاليسية، لغة بشكنشية، اللغة الكتالونية، اللغة الأوكسيتانية |
| العملة                                                    | جنيه إسترليني                   | يورو، بيزيتا إسبانية                                                                |
| الناتج المحلي الإجمالي (بليون دولار)                      | 2.62 تريليون                    | 1.31 تريليون                                                                        |
| الناتج المحلي الإجمالي (تعادل القوة الشرائية) بليون دولار | 2.72 تريليون                    | 1.77 تريليون                                                                        |
| الناتج المحلي الإجمالي الاسمي للفرد دولار أمريكي          | 43.88 ألف                       | 28.16 ألف                                                                           |
| الناتج المحلي الإجمالي للفرد دولار أمريكي                 | 40.23 ألف                       | 38.00 ألف                                                                           |
| مؤشر التنمية البشرية                                      | 0.907                           | 0.876                                                                               |
| رمز المكالمات الدولي                                      | +44                             | +34                                                                                 |
| رمز الإنترنت                                              | .uk، .gb                        | .es                                                                                 |
| المنطقة الزمنية                                           | توقيت غرينيتش، توقيت غرب أوروبا | ت ع م+01:00، ت ع م+02:00                                                            |

## مدن متوأمة
في ما يلي قائمة باتفاقيات التوأمة بين مدن بريطانية وإسبانية:
- ترتبط كيلمارنوك [الإنجليزية]‏ مع سانتا كولوما دي جرامانيت باتفاقية توأمة.
- ترتبط نانيتون [الإنجليزية]‏ مع وادي الحجارة باتفاقية توأمة.
- ترتبط ويكفيلد [الإنجليزية]‏ مع غيرونا باتفاقية توأمة.
- ترتبط مقاطعة ناحية نيث بورت طالبوت [الإنجليزية]‏ مع البسيط باتفاقية توأمة منذ 1996.[22]
- ترتبط ليمينغتون [الإنجليزية]‏ مع المنسى باتفاقية توأمة.
- ترتبط Stafford [الإنجليزية]‏ مع طراغونة باتفاقية توأمة منذ 1994.[23][23][24][24]
- ترتبط ميدواي [الإنجليزية]‏ مع قادس باتفاقية توأمة.
- ترتبط مانشستر مع قرطبة باتفاقية توأمة منذ 1983.
- ترتبط Sherborne [الإنجليزية]‏ مع ألتيا باتفاقية توأمة.
- ترتبط Marple, Greater Manchester [الإنجليزية]‏ مع موتريل باتفاقية توأمة.
- ترتبط Nuneaton and Bedworth [الإنجليزية]‏ مع وادي الحجارة باتفاقية توأمة منذ 1999.
- ترتبط Chesham [الإنجليزية]‏ مع أرتشينا باتفاقية توأمة.
- ترتبط بليموث مع سان سيباستيان باتفاقية توأمة منذ 11 سبتمبر 1976.[25][25][26][27]
- ترتبط إدنبرة مع شقوبية باتفاقية توأمة منذ 1977.[28][28][28][28]
- ترتبط East Grinstead [الإنجليزية]‏ مع سان فيليو دي غيكسولس باتفاقية توأمة.
- ترتبط برايتون مع لقنت باتفاقية توأمة.
- ترتبط Buntingford [الإنجليزية]‏ مع أولفيغا باتفاقية توأمة.
- ترتبط Borough of Stafford [الإنجليزية]‏ مع طراغونة باتفاقية توأمة منذ 1994.[23][23][23][23]
- ترتبط بيتربرة مع ألكالا دي إيناريس باتفاقية توأمة منذ 1991.[29][29][29][29]
- ترتبط ويكفيلد مع غيرونا باتفاقية توأمة.

## منظمات دولية مشتركة
يشترك البلدان في عضوية مجموعة من المنظمات الدولية، منها:
| علم المنظمة | اسم المنظمة                                  | تاريخ انضمام المملكة المتحدة | تاريخ انضمام إسبانيا |
| ----------- | -------------------------------------------- | ---------------------------- | -------------------- |
|             | منظمة التعاون الاقتصادي والتنمية             | 2 مايو 1961                  | ?                    |
|             | الفريق المعني برصد الأرض                     | ?                            | ?                    |
|             | منظمة حظر الأسلحة الكيميائية                 | ?                            | ?                    |
|             | البنك الإفريقي للتنمية                       | ?                            | ?                    |
|             | مؤسسة التنمية الدولية                        | 24 سبتمبر 1960               | 18 أكتوبر 1960       |
|             | حلف شمال الأطلسي                             | 4 أبريل 1949                 | 30 مايو 1982         |
|             | نظام تحكم تكنولوجيا القذائف                  | 1987                         | 1990                 |
|             | يونسكو                                       | 4 نوفمبر 1946                | 30 يناير 1953        |
|             | مجلس أوروبا                                  | 5 مايو 1949                  | ?                    |
|             | الاتحاد البريدي العالمي                      | ?                            | ?                    |
|             | البنك الدولي للإنشاء والتعمير                | 27 ديسمبر 1945               | 15 سبتمبر 1958       |
|             | المرصد الأوروبي الجنوبي                      | 2002                         | 2006                 |
|             | مؤسسة التمويل الدولية                        | 20 يوليو 1956                | 24 مارس 1960         |
|             | المنظمة الأوروبية لسلامة الملاحة الجوية      | 1960                         | 1997                 |
|             | وكالة الفضاء الأوروبية                       | 28 مارس 1978                 | ?                    |
|             | بنك التنمية الآسيوي                          | 1966                         | 1986                 |
|             | الاتحاد الأوروبي                             | 1973                         | 1986                 |
|             | وكالة ضمان الاستثمار متعدد الأطراف           | 12 أبريل 1988                | 29 أبريل 1988        |
|             | الأمم المتحدة                                | 24 أكتوبر 1945               | 14 ديسمبر 1955       |
|             | الوكالة الدولية للطاقة                       | ?                            | ?                    |
|             | مركز تنسيق الحركة في أوروبا ‏                 | ?                            | ?                    |
|             | Organisation for Joint Armament Cooperation ‏ | ?                            | ?                    |
|             | منظمة التجارة العالمية                       | 1995                         | ?                    |
|             | منظمة الشرطة الجنائية الدولية                | ?                            | ?                    |
|             | منظمة الأمن والتعاون في أوروبا               | 25 يونيو 1973                | 25 يونيو 1973        |
|             | اتفاقية السماوات المفتوحة                    | ?                            | ?                    |
|             | المنظمة الهيدروغرافية الدولية                | ?                            | ?                    |
|             | مجلس الأمن التابع للأمم المتحدة              | 24 أكتوبر 1945               | 2015                 |
|             | الاتحاد الدولي للاتصالات                     | 24 فبراير 1871               | 1866                 |
|             | المركز الدولي لتسوية المنازعات الاستشارية    | 18 يناير 1967                | 17 سبتمبر 1994       |
|             | مجموعة أستراليا                              | 1985                         | 1985                 |
|             | مجموعة الموردين النوويين                     | ?                            | ?                    |

## وصلات خارجية
- موقع وزارة الخارجية البريطانية
- موقع وزارة الخارجية الإسبانية